# Edmund Weiss
Edmund Weiss (26 de agosto de 1837 – 21 de junio de 1917) fue un astrónomo austriaco.

## Semblanza
Weiss nació en Frývaldov, Silesia Austríaca,  actualmente Jeseník, Silesia Checa. Su padre Josef Weiss (1795-1947) fue un pionero de la hidroterapia, y su hermano gemelo Adolf Gustav Weiss (1837–1894) se dedicó a la botánica.
En 1869 se convirtió en profesor de la Universidad de Viena. Nombrado director del Observatorio de Viena en 1878, también presidió la österreichischen Gradmessungskommission, la comisión austríaca de medición del grado.
Publicó numerosas observaciones de cometas y efemérides en el Astronomische Nachrichten entre 1859 y 1909. En 1892 escribió el "Atlas der Sternwelt", un atlas de astronomía en alemán.
Weiss murió en Viena.

## Escritos

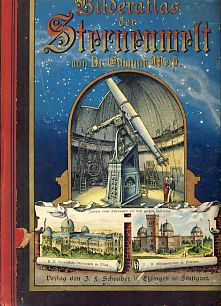
Bilderatlas der Sternenwelt. Portada

- Bilderatlas der Sternenwelt, Stuttgart 1882
- Astronomische Arbeiten, Viena 1889

## Eponimia
- El cráter lunar Weiss lleva este nombre en su memoria.[2]